# Betula zinserlingii
Betula zinserlingii är en björkväxtart som beskrevs av Viktor Nikolayevich Vassiljev. Betula zinserlingii ingår i släktet björkar, och familjen björkväxter. Inga underarter finns listade.